# Казахстан на зимних Олимпийских играх 2014

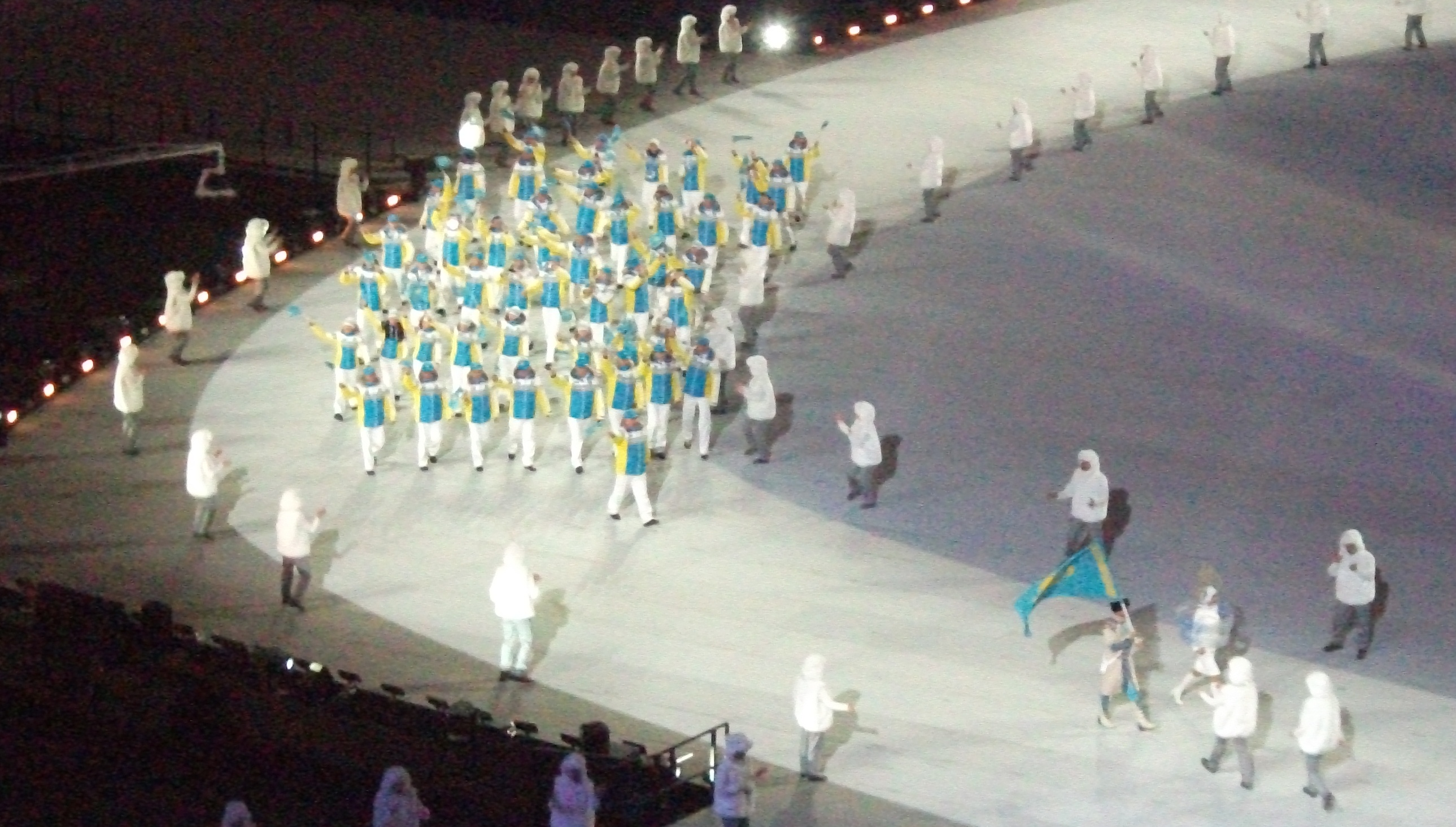
Команда Казахстана во время парада наций на церемонии открытия Олимпийских игр

Казахстан принимал участие в зимних Олимпийских играх 2014, которые проходили в Сочи, Россия с 7 по 23 февраля 2014 года.
В состав сборной вошли 58 спортсменов, участвующие в 11 видах спорта.

## Награды

### Бронза
| Бронза |            |                                               |
| №      | Спортсмены | Вид спорта (дисциплина)                       |
| 1      | Денис Тен  | Фигурное катание (мужчины, одиночное катание) |

## Состав и результаты олимпийской сборной Казахстана

### Биатлон
Спортсменов — 10
Мужчины
| Соревнование         | Спортсмены                                                 | Стрельба          | Время     | Место |
| -------------------- | ---------------------------------------------------------- | ----------------- | --------- | ----- |
| Спринт               | Ян Савицкий                                                | 1+0               | 26:13,0   | 43    |
| Спринт               | Сергей Наумик                                              | 0+1               | 26:55,5   | 59    |
| Спринт               | Антон Пантов                                               | 2+2               | 28:05,0   | 80    |
| Спринт               | Диас Кенешев                                               | 2+2               | 30:06,8   | 87    |
| Гонка преследования  | Ян Савицкий                                                | 0+1+0+0           | 35:57,0   | 29    |
| Гонка преследования  | Сергей Наумик                                              | 1+0+2+1           | 40:06,5   | 58    |
| Индивидуальная гонка | Ян Савицкий                                                | 1 (0 + 1 + 0 + 0) | 52:00,0   | 20    |
| Индивидуальная гонка | Антон Пантов                                               | 0 (0 + 0 + 0 + 0) | 52:51,5   | 27    |
| Индивидуальная гонка | Сергей Наумик                                              | 5 (0 + 1 + 2 + 2) | 58:03,2   | 76    |
| Индивидуальная гонка | Александр Трифонов                                         | 5 (1 + 1 + 2 + 1) | 1:00:08,9 | 85    |
| Эстафета             | Антон Пантов Сергей Наумик Александр Трифонов Диас Кенешев | 0+3 0+4 0+0 0+3   | LAP       | 18    |

Женщины
| Соревнование         | Спортсмены                                                       | Стрельба          | Время     | Место |
| -------------------- | ---------------------------------------------------------------- | ----------------- | --------- | ----- |
| Спринт               | Елена Хрусталёва                                                 | 2+0               | 23:29,6   | 57    |
| Спринт               | Дарья Усанова                                                    | 1+0               | 23:33,3   | 58    |
| Спринт               | Галина Вишневская                                                | 2+1               | 23:52,0   | 64    |
| Спринт               | Марина Лебедева                                                  | 1+1               | 24:31,9   | 73    |
| Гонка преследования  | Елена Хрусталёва                                                 | 0+0+0+0           | 33:06,5   | 37    |
| Гонка преследования  | Дарья Усанова                                                    | 1+0+0+1           | 33:54,6   | 41    |
| Индивидуальная гонка | Елена Хрусталёва                                                 | 3 (2 + 1 + 0 + 0) | 50:00,1   | 47    |
| Индивидуальная гонка | Дарья Усанова                                                    | 2 (1 + 0 + 0 + 1) | 49:13,5   | 40    |
| Индивидуальная гонка | Галина Вишневская                                                | 2 (1 + 1 + 0 + 0) | 49:26,9   | 41    |
| Индивидуальная гонка | Алина Райкова                                                    | 3 (1 + 0 + 1 + 1) | 53:15,6   | 65    |
| Эстафета             | Галина Вишневская Елена Хрусталёва Дарья Усанова Марина Лебедева | 0+2 0+4 0+2 0+5   | 1:15:54.7 | 12    |

Смешанная эстафета
| Соревнование       | Спортсмены                                              | Стрельба  | Время     | Место |
| ------------------ | ------------------------------------------------------- | --------- | --------- | ----- |
| Смешанная эстафета | Елена Хрусталёва Дарья Усанова Ян Савицкий Антон Пантов | 6 (0 + 6) | 1:15:46,4 | 15    |

### Горнолыжный спорт
Мужчины
| Соревнование     | Спортсмены      | Скоростной спуск/ 1 спуск | Скоростной спуск/ 1 спуск | Слалом/ 2 спуск | Слалом/ 2 спуск | Всего   | Место |
| Соревнование     | Спортсмены      | Время                     | Место                     | Время           | Место           | Всего   | Место |
| ---------------- | --------------- | ------------------------- | ------------------------- | --------------- | --------------- | ------- | ----- |
| Скоростной спуск | Игорь Закурдаев | н/д                       | н/д                       | н/д             | н/д             | 2:11.28 | 33    |
| Скоростной спуск | Мартин Хубер    | н/д                       | н/д                       | н/д             | н/д             | 2:13.51 | 42    |
| Скоростной спуск | Дмитрий Кошкин  | н/д                       | н/д                       | н/д             | н/д             | 2:14.63 | 43    |
| Суперкомбинация  | Игорь Закурдаев | 1:57,62                   | 37                        | 57,02           | 29              | 2:54.64 | 26    |
| Суперкомбинация  | Мартин Хубер    | 1:59,42                   | 42                        | 1:00,44         | 31              | 2:59.86 | 33    |
| Супергигант      | Игорь Закурдаев | н/д                       | н/д                       | н/д             | н/д             | 1:23.13 | 45    |
| Супергигант      | Мартин Хубер    | н/д                       | н/д                       | н/д             | н/д             | 1:22.60 | 41    |
| Супергигант      | Дмитрий Кошкин  | н/д                       | н/д                       | н/д             | н/д             | 1:21.50 | 30    |

### Конькобежный спорт
Спортсменов — 6
Мужчины
Индивидуальные гонки
| Соревнование  | Спортсмены      | 1 забег   | 1 забег | 2 забег   | 2 забег | Результат | Место |
| Соревнование  | Спортсмены      | Результат | Место   | Результат | Место   | Результат | Место |
| ------------- | --------------- | --------- | ------- | --------- | ------- | --------- | ----- |
| 500 метров    | Роман Креч      | 35,04     | 9       | 35,00     | 7       | 70,048    | 7     |
| 1000 метров   | Денис Кузин     |           |         |           |         | 1:09,10   | 7     |
| 1000 метров   | Роман Креч      |           |         |           |         | 1:09,63   | 13    |
| 1000 метров   | Фёдор Мезенцев  |           |         |           |         | 1:11,08   | 33    |
| 1500 метров   | Фёдор Мезенцев  |           |         |           |         | 1:49,70   | 35    |
| 1500 метров   | Денис Кузин     |           |         |           |         | 1:45,69   | 9     |
| 1500 метров   | Александр Жигин |           |         |           |         | 1:49,48   | 34    |
| 5000 метров   | Дмитрий Бабенко |           |         |           |         | 6:28,26   | 15    |
| 10 000 метров | Дмитрий Бабенко |           |         |           |         | 13:33,18  | 12    |

Женщины
Индивидуальные гонки
| Соревнование | Спортсмены       | 1 забег   | 1 забег | 2 забег   | 2 забег | Результат | Место |
| Соревнование | Спортсмены       | Результат | Место   | Результат | Место   | Результат | Место |
| ------------ | ---------------- | --------- | ------- | --------- | ------- | --------- | ----- |
| 500 метров   | Екатерина Айдова | 39,04     | 22      | 38,80     | 22      | 77,85     | 22    |
| 1000 метров  | Екатерина Айдова |           |         |           |         | 1:17,25   | 19    |
| 1500 метров  | Екатерина Айдова |           |         |           |         | 2:00,93   | 28    |

### Лыжные гонки
Спортсменов — 11
Мужчины
Дистанционные гонки
| Соревнование              | Спортсмены                                                    | Результат | Отставание | Место |
| ------------------------- | ------------------------------------------------------------- | --------- | ---------- | ----- |
| 15 км классическим стилем | Алексей Полторанин                                            | 39:43,2   | +1:13,5    | 9     |
| 15 км классическим стилем | Николай Чеботько                                              | 41:14,1   | +2:44,4    | 33    |
| 15 км классическим стилем | Евгений Величко                                               | 41:16,4   | +2:46,7    | 34    |
| 15 км классическим стилем | Ердос Ахмадиев                                                | 43:02,2   | +4,32,5    | 54    |
| Скиатлон 15+15 км         | Алексей Полторанин                                            | 1:08:51,5 | +1:13,5    | 16    |
| Скиатлон 15+15 км         | Евгений Величко                                               | 1:11:05,6 | +2:50,2    | 32    |
| Скиатлон 15+15 км         | Сергей Черепанов                                              | 1:13:39,7 | +5:24,3    | 49    |
| Скиатлон 15+15 км         | Марк Старостин                                                | 1:15:36,6 | +7:21,2    | 56    |
| Масс-старт 50 км          | Марк Старостин                                                | 1:49:34,1 | +2:38,9    | 34    |
| Масс-старт 50 км          | Ердос Ахмадиев                                                | 1:53:07,4 | +6:12,2    | 48    |
| Масс-старт 50 км          | Сергей Черепанов                                              | 1:57:24,2 | +10:29,0   | 54    |
| Масс-старт 50 км          | Евгений Величко                                               | 1:58:10,6 | +11:15,4   | 55    |
| Эстафета 4×10 км          | Евгений Величко Денис Волотка Марк Старостин Сергей Черепанов | 1:34:11,9 | +5:29,9    | 13    |

Спринт
| Соревнование     | Спортсмены                          | Квалификация | Квалификация | Четвертьфинал        | Четвертьфинал        | Полуфинал            | Полуфинал            | Финал                | Финал                | Итоговое место |
| Соревнование     | Спортсмены                          | Результат    | Место        | Результат            | Место                | Результат            | Место                | Результат            | Место                | Итоговое место |
| ---------------- | ----------------------------------- | ------------ | ------------ | -------------------- | -------------------- | -------------------- | -------------------- | -------------------- | -------------------- | -------------- |
| Спринт           | Николай Чеботько                    | 3:37,88      | 30           | 3:39,66              | 5                    | Завершил выступление | Завершил выступление | Завершил выступление | Завершил выступление | 25             |
| Спринт           | Роман Рагозин                       | 3:38,56      | 33           | Завершил выступление | Завершил выступление | Завершил выступление | Завершил выступление | Завершил выступление | Завершил выступление | 33             |
| Спринт           | Денис Волотка                       | 3:46,92      | 58           | Завершил выступление | Завершил выступление | Завершил выступление | Завершил выступление | Завершил выступление | Завершил выступление | 58             |
| Командный спринт | Николай Чеботько Алексей Полторанин |              |              |                      |                      | 23:28,50             | 4 Кв                 | 24:01,38             | 8                    | 8              |

Женщины
Дистанционные гонки
| Соревнование              | Спортсмены        | Результат | Отставание | Место |
| ------------------------- | ----------------- | --------- | ---------- | ----- |
| 10 км классическим стилем | Елена Коломина    | 31:20,1   | +3:02,3    | 36    |
| 10 км классическим стилем | Анастасия Слонова | 31:56,6   | +3:38,8    | 46    |
| 10 км классическим стилем | Татьяна Осипова   | 32:20,1   | +4:02,3    | 52    |
| Скиатлон 7,5+7,5 км       | Елена Коломина    | 41:52,2   | +3:18,6    | 40    |
| Скиатлон 7,5+7,5 км       | Анастасия Слонова | 41:52,8   | +3:19,2    | 41    |
| Скиатлон 7,5+7,5 км       | Татьяна Осипова   | 44:29,0   | +5:55,4    | 57    |
| Масс-старт 30 км          | Елена Коломина    | 1:21:50,0 | +10:44,8   | 48    |
| Масс-старт 30 км          | Татьяна Осипова   | 1:23:52,6 | +12:47,4   | 51    |

Спринт
| Соревнование     | Спортсмены                       | Квалификация | Квалификация | Четвертьфинал         | Четвертьфинал         | Полуфинал             | Полуфинал             | Финал                 | Финал                 | Итоговое место |
| Соревнование     | Спортсмены                       | Результат    | Место        | Результат             | Место                 | Результат             | Место                 | Результат             | Место                 | Итоговое место |
| ---------------- | -------------------------------- | ------------ | ------------ | --------------------- | --------------------- | --------------------- | --------------------- | --------------------- | --------------------- | -------------- |
| Спринт           | Елена Коломина                   | 2:46,37      | 46           | Завершила выступление | Завершила выступление | Завершила выступление | Завершила выступление | Завершила выступление | Завершила выступление | 46             |
| Спринт           | Татьяна Осипова                  | 2:51,44      | 57           | Завершила выступление | Завершила выступление | Завершила выступление | Завершила выступление | Завершила выступление | Завершила выступление | 57             |
| Командный спринт | Елена Коломина Анастасия Слонова |              |              |                       |                       | 17:49,66              | 9                     | Завершили выступление | Завершили выступление | 15             |

### Прыжки на лыжах с трамплина
Мужчины
| Соревнование        | Спортсмены        | Квалификация | Квалификация | Финал               | Финал               | Финал               | Финал               | Финал               | Финал               |
| Соревнование        | Спортсмены        | Результат    | Место        | 1 прыжок            | 1 прыжок            | 2 прыжок            | 2 прыжок            | Всего               | Место               |
| Соревнование        | Спортсмены        | Результат    | Место        | Результат           | Место               | Результат           | Место               | Всего               | Место               |
| ------------------- | ----------------- | ------------ | ------------ | ------------------- | ------------------- | ------------------- | ------------------- | ------------------- | ------------------- |
| Нормальный трамплин | Алексей Пчелинцев | 89.9         | 46           | Не квалифицировался | Не квалифицировался | Не квалифицировался | Не квалифицировался | Не квалифицировался | Не квалифицировался |
| Нормальный трамплин | Марат Жапаров     | 84.9         | 49           | Не квалифицировался | Не квалифицировался | Не квалифицировался | Не квалифицировался | Не квалифицировался | Не квалифицировался |
| Большой трамплин    | Алексей Пчелинцев | 75.8         | 46           | Не квалифицировался | Не квалифицировался | Не квалифицировался | Не квалифицировался | Не квалифицировался | Не квалифицировался |
| Большой трамплин    | Марат Жапаров     | 73.2         | 48           | Не квалифицировался | Не квалифицировался | Не квалифицировался | Не квалифицировался | Не квалифицировался | Не квалифицировался |

### Санный спорт
Спортсменов — 1
Женщины
| Соревнование | Спортсмены         | 1 заезд   | 1 заезд | 2 заезд   | 2 заезд | 3 заезд   | 3 заезд | 4 заезд   | 4 заезд | Итоговый результат | Итоговое место |
| Соревнование | Спортсмены         | Результат | Место   | Результат | Место   | Результат | Место   | Результат | Место   | Итоговый результат | Итоговое место |
| ------------ | ------------------ | --------- | ------- | --------- | ------- | --------- | ------- | --------- | ------- | ------------------ | -------------- |
| Одиночки     | Елизавета Аксёнова | 52,068    | 29      | 51,836    | 29      | 52,340    | 29      | 51,841    | 28      | 3:28,085           | 28             |

### Фигурное катание
| Соревнование              | Спортсмены        | Короткая программа | Короткая программа | Произвольная программа | Произвольная программа | Всего        | Всего |
| Соревнование              | Спортсмены        | Сумма баллов       | Место              | Сумма баллов           | Место                  | Сумма баллов | Место |
| ------------------------- | ----------------- | ------------------ | ------------------ | ---------------------- | ---------------------- | ------------ | ----- |
| Мужское одиночное катание | Абзал Ракимгалиев | 64,18              | 20                 | 110.22                 | 22                     | 174.40       | 22    |
| Мужское одиночное катание | Денис Тен         | 84,06              | 9                  | 171.04                 | 3                      | 255,10       | 3     |

### Фристайл
Спортсменов — 9
Акробатика
| Соревнование | Спортсмены            | Квалификация | Квалификация | Квалификация | Квалификация | Финал                 | Финал                 | Финал                 | Финал                 | Финал                 | Финал                 | Итоговое место |
| Соревнование | Спортсмены            | 1 прыжок     | 2 прыжок     | Сумма        | Место        | 1 прыжок              | Место                 | 2 прыжок              | Место                 | 3 прыжок              | Место                 | Итоговое место |
| ------------ | --------------------- | ------------ | ------------ | ------------ | ------------ | --------------------- | --------------------- | --------------------- | --------------------- | --------------------- | --------------------- | -------------- |
| Мужчины      | Сергей Берестовский   | 82,84        | 16           | 85,30        | 11           | Завершил выступление  | Завершил выступление  | Завершил выступление  | Завершил выступление  | Завершил выступление  | Завершил выступление  | 17             |
| Мужчины      | Баглан Инкарбек       | 60,16        | 20           | 79,31        | 13           | Завершил выступление  | Завершил выступление  | Завершил выступление  | Завершил выступление  | Завершил выступление  | Завершил выступление  | 19             |
| Женщины      | Жанбота Алдабергенова | 74,82        | 9            | 78,12        | 5            | 76,23                 | 8                     | 68,44                 | 6                     | Завершила выступление | Завершила выступление | 6              |
| Женщины      | Жибек Арапбаева       | 63,44        | 16           | 58,87        | 13           | Завершила выступление | Завершила выступление | Завершила выступление | Завершила выступление | Завершила выступление | Завершила выступление | 19             |

Могул
| Соревнование | Спортсмены       | Квалификация 1 | Квалификация 1 | Квалификация 1 | Квалификация 2 | Квалификация 2 | Квалификация 2 | Финал | Финал | Финал |
| Соревнование | Спортсмены       | Время          | Очки           | Место          | Время          | Очки           | Место          | Время | Очки  | Место |
| ------------ | ---------------- | -------------- | -------------- | -------------- | -------------- | -------------- | -------------- | ----- | ----- | ----- |
| Мужчины      | Дмитрий Бармашов | DNF            | DNF            | DNF            | 32,87          | 5,21           | 16             | —     | —     | 26    |
| Мужчины      | Павел Колмаков   | 25,73          | 21,40          | 11             | 25,75          | 21,70          | 4              | 25,73 | 20,03 | 10    |
| Мужчины      | Дмитрий Рейхерд  | 24,93          | 21,86          | 7              | Не участвовал  | Не участвовал  | Не участвовал  | 24,21 | 22,80 | 5     |
| Женщины      | Юлия Галышева    | 30,89          | 21,17          | 6              | Не участвовала | Не участвовала | Не участвовала | 30,52 | 21,12 | 7     |
| Женщины      | Дарья Рыбалова   | 33,34          | 16,24          | 23             |                |                |                |       |       |       |

### Шорт-трек
Спортсменов — 6
Мужчины
| Соревнование | Спортсмены                                                                   | Отборочный раунд | Отборочный раунд | Четвертьфинал        | Четвертьфинал        | Полуфинал            | Полуфинал            | Финал                | Финал                | Итоговое место |
| Соревнование | Спортсмены                                                                   | Результат        | Место            | Результат            | Место                | Результат            | Место                | Результат            | Место                | Итоговое место |
| ------------ | ---------------------------------------------------------------------------- | ---------------- | ---------------- | -------------------- | -------------------- | -------------------- | -------------------- | -------------------- | -------------------- | -------------- |
| 500 метров   | Айдар Бекжанов                                                               | 41,800           | 3                | Завершил выступление | Завершил выступление | Завершил выступление | Завершил выступление | Завершил выступление | Завершил выступление |                |
| 500 метров   | Нурберген Жумагазиев                                                         | 42,680           | 4                | Завершил выступление | Завершил выступление | Завершил выступление | Завершил выступление | Завершил выступление | Завершил выступление |                |
| 1500 метров  | Айдар Бекжанов                                                               | 2:19,713         | 5                |                      |                      | Завершил выступление | Завершил выступление | Завершил выступление | Завершил выступление | 29             |
| 1500 метров  | Денис Никиша                                                                 | 2:16,452         | 6                |                      |                      | Завершил выступление | Завершил выступление | Завершил выступление | Завершил выступление | 31             |
| Эстафета     | Айдар Бекжанов Нурберген Жумагазиев Денис Никиша Аслан Даумов Абзал Ажгалиев |                  |                  |                      |                      | 6:47,152 Q           | 2                    | 6:54,630             | 5                    | 5              |

Женщины
| Соревнование | Спортсмены    | Отборочный раунд | Отборочный раунд | Четвертьфинал         | Четвертьфинал         | Полуфинал             | Полуфинал             | Финал                 | Финал                 | Финал                 | Итоговое место |
| Соревнование | Спортсмены    | Результат        | Место            | Результат             | Место                 | Результат             | Место                 | Название              | Результат             | Место                 | Итоговое место |
| ------------ | ------------- | ---------------- | ---------------- | --------------------- | --------------------- | --------------------- | --------------------- | --------------------- | --------------------- | --------------------- | -------------- |
| 500 метров   | Инна Симонова | 44,387           | 4                | Завершила выступление | Завершила выступление | Завершила выступление | Завершила выступление | Завершила выступление | Завершила выступление | Завершила выступление |                |
| 1000 метров  | Инна Симонова | 1:32,599         | 3                | Завершила выступление | Завершила выступление | Завершила выступление | Завершила выступление | Завершила выступление | Завершила выступление | Завершила выступление |                |
| 1500 метров  | Инна Симонова | 2:30,499         | 4                | Завершила выступление | Завершила выступление | Завершила выступление | Завершила выступление | Завершила выступление | Завершила выступление | Завершила выступление |                |